# Aidt Sogn
Aidt Sogn er et sogn i Favrskov Provsti (Århus Stift).
I 1800-tallet var Aidt Sogn og Thorsø Sogn annekser til Vejerslev Sogn. Alle 3 sogne hørte til Houlbjerg Herred i Viborg Amt. Vejerslev-Aidt-Thorsø sognekommune blev ved kommunalreformen i 1970 indlemmet i Hvorslev Kommune, som ved strukturreformen i 2007 indgik i Favrskov Kommune.
I Aidt Sogn ligger Aidt Kirke.
I sognet findes følgende autoriserede stednavne:
- Aidt (bebyggelse, ejerlav)
- Aidt Hede (bebyggelse)
- Astrup (bebyggelse, ejerlav)
- Hagsholm Skov (areal)
- Mondrup (bebyggelse, ejerlav)
- Tungelund (bebyggelse, ejerlav)